# Rutilia liris
Rutilia liris là một loài ruồi trong họ Tachinidae.